# Школа Пифагора

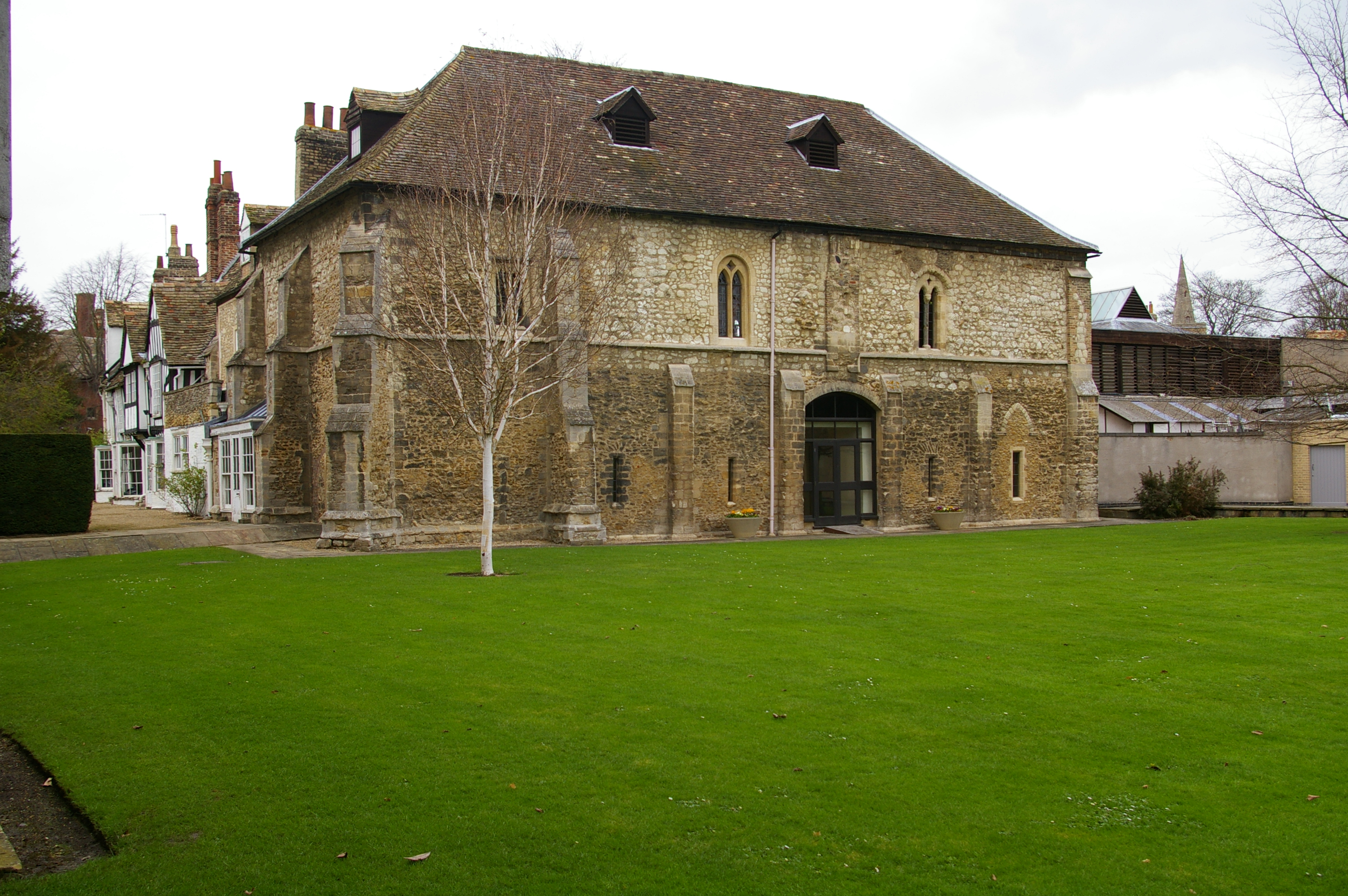
Школа Пифагора

Школа Пифагора — самое старое здание Колледжа Святого Иоанна Кембриджского университета. Находится в северной части Нортхемптон стрит.
Школа Пифагора была построена примерно в 1200 году, ещё до того, как был основан Кембриджский университет. Школа была построена ранее, чем колледж Святого Иоанна, основанный в 1511 году. В XVI веке была добавлена небольшая усадьба с западной стороны. В настоящее время в ней расположено общежитие аспирантов Мертон холл.
В настоящее время используется в качестве театра колледжа драмы.